# Ferran Cano Darder
Ferran Cano Darder (Caracas, 1940) és un galerista d'art mallorquí, net del batlle de Palma Emili Darder. Cano es llicencià en Dret per la Universitat de Barcelona i es diplomà en Dret Comparat per la de Vrije-Amsterdam, però els seus interessos el dugueren a dedicar-se al món de l'art. Va ser el fundador, director i propietari de les galeries de Palma 4 Gats (1973) i Ferran Cano (1986), i de la Ferran Cano-Quatre Gats (1989) de Barcelona.
El 2013 fou notícia per renunciar a la medalla d'or de Palma i al premi Ramon Llull del Govern Balear a causa de la política educativa i cultural del PP i per la seva negació dels Països Catalans.